# جائزة المكسيك الكبرى 1969
جائزة المكسيك الكبرى 1969 هو سباق فورمولا 1 أقيم بتاريخ 19 أكتوبر 1969 في مدينة مكسيكو. كان الحادي عشر من أصل 11 في بطولة العالم لسباقات الفورمولا واحد موسم 1969. حلّ النيوزلندي ديني هولم أولا وجاء البلجيكي جاكي إيكس في المركز الثاني والأسترالي جاك برابهام في المركزا لثالث.